# Танцовщица и вор (фильм)
«Танцо́вщица и вор» (исп. El baile de la victoria) — фильм режиссёра Фернандо Труэбы 2009 года по одноимённому роману Антонио Скарметы. Съёмки фильма проходили в Чили.

## Сюжет
Действие фильма происходит во время перехода Чили к демократии. Заключенный выходит из тюрьмы по амнистии для арестантов, не запятнавших руки кровью, которую одобрил новый президент. Выйдя на свободу, он совсем не спешит благодарить освободителей, напротив, его намерения полны жажды мести тем людям, которые злоупотребляли своей властью в тюрьме.

## В ролях
- Рикардо Дарин — Николас Вергара Грей
- Абель Айала — Анхель Сантьяго
- Миранда Боденофер — Виктория Понсе
- Ариадна Хиль — Тереса Каприатти
- Хулио Юнг — Алькальде Санторо
- Марио Герра — Вильсон
- Марсия Айде — учительница танцев
- Глория Манчмейер — директриса театра
- Каталина Герра — вдова

## Награды
- 2009 — Фильм выдвигался на премию «Гойя» в 9 номинациях[3][4].